# Gärtringen
Gärtringen település Németországban, azon belül Baden-Württembergben. Lakosainak száma 12 852 fő (2023. december 31.).

## Népesség
A település népessége az elmúlt években az alábbi módon változott:
| Lakosok száma | 4218 | 5558 | 8076 | 9491 | 10 267 | 11 031 | 11 341 | 12 018 | 11 758 | 12 852 |
|               | 1961 | 1967 | 1974 | 1980 | 1987   | 1993   | 2000   | 2006   | 2013   | 2023   |